# Susie O'Neill
Pour les articles homonymes, voir O'Neill.
Susie O'Neill, née le 2 août 1973 à Mackay, est une ancienne nageuse australienne.

## Palmarès

### Jeux olympiques d'été
- Jeux olympiques de 1992 de Barcelone
  -  Médaille de bronze sur 200 m papillon
- Jeux olympiques de 1996 d'Atlanta
  -  Médaille d'or sur 200 m papillon
  -  Médaille d'argent sur le relais 4 × 100 m 4 nages
  -  Médaille de bronze sur le relais 4 × 200 m nage libre
- Jeux olympiques de 2000 de Sydney
  -  Médaille d'or sur 200 m nage libre
  -  Médaille d'argent sur 200 m papillon
  -  Médaille d'argent sur le relais 4 × 100 m 4 nages
  -  Médaille d'argent sur le relais 4 × 200 m 4 nages

### Championnats du monde

#### En grand bassin
- Championnats du monde 1991
  -  Médaille d'argent sur le relais 4 × 100 m 4 nages
- Championnats du monde 1994
  -  Médaille de bronze sur 100 m papillon
  -  Médaille de bronze sur 200 m papillon
- Championnats du monde 1998
  -  Médaille d'or sur 200 m papillon
  -  Médaille d'argent sur le relais 4 × 100 m 4 nages
  -  Médaille de bronze sur le relais 4 × 100 m nage libre
  -  Médaille de bronze sur le relais 4 × 200 m nage libre

#### En petit bassin
- Championnats du monde 1993
  -  Médaille d'or sur 100 mètres papillon
  -  Médaille d'argent sur 200 m nage libre
  -  Médaille d'argent sur 200 m papillon
  -  Médaille d'argent sur  4 × 200 m nage libre
  -  Médaille d'argent sur 4 × 100 m 4 nages

- Championnats du monde 1995
  -  Médaille d'or sur 200 m papillon
  -  Médaille d'or sur 4 × 100 m 4 nages
  -  Médaille d'argent sur 100 m papillon
  -  Médaille d'argent sur 200 m nage libre
  -  Médaille d'argent sur  4 × 100 m nage libre
  -  Médaille de bronze sur 4 × 200 m nage libre